# Semi-opéra
 (octobre 2021).
Si vous disposez d'ouvrages ou d'articles de référence ou si vous connaissez des sites web de qualité traitant du thème abordé ici, merci de compléter l'article en donnant les références utiles à sa vérifiabilité et en les liant à la section « Notes et références ».

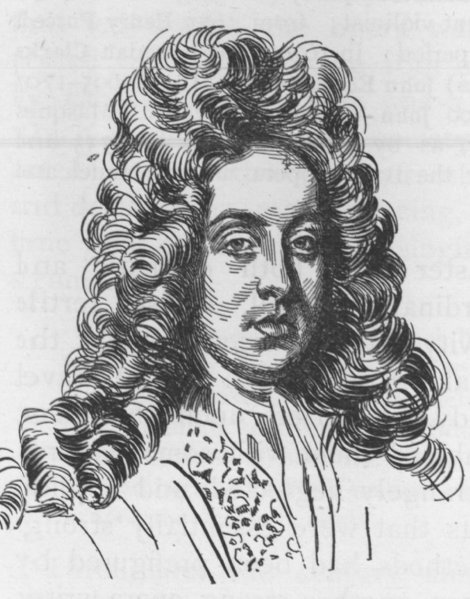
Portrait de Purcell

Un semi-opéra (ou mask en anglais) est un genre musical lyrique baroque spécifiquement anglais du XVIIe siècle, dont l'âge d'or est situé entre 1673 et 1710. Il est parfois désigné par le terme dramatic opera. Il se caractérise par des personnages principaux incarnés des acteurs de théâtre et des personnages secondaires surnaturels, souvent des esprits, divinités ou bergers, sont tenus par des chanteurs, auxquels s'ajoutent danses, machineries et effets spectaculaires.

## Histoire
Les théâtres londoniens sont fermés entre 1642 et 1660 du fait de la guerre civile. La renaissance de l'activité théâtrale s'accompagne d'une mise en musique des pièces, dans un premier temps sous forme de ballets ou dans des scènes de genre (à la façon du masque), sans participation directe à l'intrigue.
Le semi-opéra, illustré tout particulièrement par Henry Purcell dans ses œuvres Diocletian, King Arthur, the Fairy Queen, the Indian Queen, est un hybride entre opéra et théâtre, et résulte de l'augmentation de la participation musicale : la priorité est au drame parlé, mais des scènes vocales chantées apparaissent et la musique sert de divertissement là où sa présence est justifiée par l'intrigue et compatible avec sa progression.
L'origine en serait une volonté de réalisme et l'idée que le public anglais n'aurait pu se satisfaire d'une œuvre entièrement chantée. C'est pourtant ce même public qui, quelques années plus tard, devait complètement se vouer à l'opéra italien, introduit avec succès vers 1705 : le semi-opéra disparut complètement après 1710, après une ordonnance promulguant la séparation des genres parlé et chanté, dans deux théâtres distinct.

## Liste des semi-opéras anglais
- 1673 : Macbeth livret de William Davenant d'après Macbeth de Shakespeare ; musique de Matthew Locke
- 1674 : The Tempest, or The Enchanted Island livret de Thomas Shadwell d'après l'adaptation par John Dryden et William Davenant de The Tempest de Shakespeare ; musique de Matthew Locke, Giovanni Battista Draghi et Pelham Humfrey
- 1675 : Calisto, or The Chaste Nymph livret de John Crowne ; musique de Nicholas Staggins
- 1675 : Psyche livret de Thomas Shadwell ; musique de Matthew Locke
- 1677 : Circe livret de Charles Davenant ; musique de John Banister
- 1681 : The Lancashire Witches and Tegue O'Divelly the Irish Priest livret de Thomas Shadwell ; musique de John Eccles
- 1685 : Albion and Albanius livret de John Dryden ; musique de Louis Grabu
- 1690 : Dioclesian livret de Thomas Betterton d'après la pièce The Prophetess de John Fletcher et Philip Massinger ; musique d'Henri Purcell
- 1691 : King Arthur livret de John Dryden ; musique d'Henri Purcell
- 1692 : The Fairy Queen livret d'un auteur anonyme d'après le Songe d'une nuit d'été de Shakespeare ; musique d'Henri Purcell
- 1694 : Timon of Athens musique d'Henry Purcell
- 1695 : Macbeth livret de William Davenant d'après Macbeth de Shakespeare ; musique de John Eccles et Godfrey Finger
- 1695 : The Indian Queen version adaptée du livret de la pièce de Sir Robert Howard et John Dryden ; musique d'Henry Purcell, Acte V complété par Daniel Purcell
- 1696 : Brutus of Alba livret anonyme; musique de Daniel Purcell
- 1696 : Cinthia and Endimion, or The Loves of the Deities livret de Thomas d'Urfey ; musique de Daniel Purcell, Richard Leveridge, Jeremiah Clarke, Henry Purcell et David Underwood
- 1697 : The World in the Moon livret d'Elkanah Settle ; musique de Daniel Purcell, Jeremiah Clarke et Henry Purcell
- 1698 : Rinaldo and Armida livret de John Dennis ; musique de John Eccles
- 1699 : The Island Princess livret de Pierre-Antoine Motteux, adapté des pièces de John Fletcher et Nahum Tate ; musique de Daniel Purcell, Richard Leveridge et Jeremiah Clarke
- 1700 : The Grove, or Love's Paradise livret de John Oldmixon ; musique de Daniel Purcell
- 1700 : The Mad Lover livret de Peter Motteux d'après la pièce de John Fletcher ; musique de John Eccles et Daniel Purcell
- 1701 : Alexander the Great livret anonyme d'après The Rival Queens de Nathaniel Lee ; musique de Godfrey Finger et Daniel Purcell
- 1701 : The Virgin Prophetess, or The Fate of Troy livret d'Elkanah Settle ; musique de Godfrey Finger
- 1706 : The British Enchanters, or No Magic Like Love livret de George Granville, Lord Lansdowne ; musique de John Eccles, Bartholomew Issack et William Corbett
- 1706 : Wonders in the Sun, or The Kingdom of the Birds livret de Thomas d'Urfey ; musique de John Smith, Samuel Akeroyde, John Eccles, Giovanni Battista Draghi, Lully et Durfey
- 1712 : The Tempest adapté par Thomas Shadwell de la version Dryden-Davenant de la pièce de Shakespeare; musique éventuellement de John Weldon (longtemps attribuée à Henry Purcell).